# Maria Munthe
Catharina Maria Munthe, född 6 april 1844 i Bankeryds församling, Jönköpings län, död 1 januari 1944 i Lidingö församling, var en svensk skolföreståndare. Hon var föreståndare för Högre flickskolan i Ystad, och ordförande i Föreningen för kvinnans politiska rösträtt i staden. Hon var föreningens första ordförande.

## Biografi
Munthe föddes 1844 i Bankeryd. Hon tog examen vid Kungliga högre lärarinneseminariet i Stockholm, innan hon 1882 startade ett elementarläroverk i Ystad för flickor. När läroverket grundades var det beläget vid Hamngatan (som då hette Stora Strandgatan); 1883 flyttade skolan till Klostergatan, innan man vid 1880-talets mitt omlokaliserade till Jennygatan 3.
När Munthe grundade skolan drevs den i privat regi. Omkring år 1900 ombildades den till ett aktiebolag, där Ystads stad var delägare. Den var kvar på Jennygatan till 1905. Då blev lokalerna för små. Stadsarkitekten Peter Boisen ritade då Flickskolan, som senare kom att byta namn till Maria Muntheskolan, på nuvarande Maria Munthegatan.
1911 slutade Munthe sin tjänst i Ystad. Hon pensionerade sig, och flyttade till broderns hus på Lidingö. Munthe dog där ogift 1944.